# Let's Enhance
Let's Enhance — український стартап, який розробляє онлайн-сервіс, що дозволяє покращувати зображення та масштабувати їх без втрати якості.
За словами розробників, вони застосували технологію машинного навчання з надвисокою роздільною здатністю. Нейронна мережа, навчена на великій базі реальних фотографій, відновлює деталі й зберігає чіткі лінії та контури, покладаючись на знання типових об'єктів і текстур, які існують у реальному світі.

## Історія
4 листопада 2017 стартап став «продуктом дня» на Product Hunt. Через місяць після запуску на сайті зареєструвалося 300 000 користувачів.
2018 року стартап пройшов програму «Techstars», залучив 120 000 $ і мав перебратися до Лондону. Того ж року у стартап інвестувала компанія «Digital Future», точна сума інвестицій не розголошувалася, орієнтовно вона становила 50 000–100 000 $.

Кілька років Letʼs Enhance розвивалася як платформа для широкої аудиторії. До початку 2020 року основним ринком для компанії стали США. У березні 2020 року Софія Швець перебралася в Кремнієву долину Каліфорнії й відкрила там офіс компанії. Із початком пандемії зріс попит на поліпшення фото для маркетплейсів із великими обсягами користувацького контенту й компанія почала розвивати напрямок B2B — платформу «Claid». 
У жовтні 2021 року Let's Enhance залучила $3 млн інвестицій. Крім ліда — інвестиційної компанії Chamaeleon — у стартап інвестували Марго Георгіадіс, Hype Ventures і Acrobator.

За підсумками 2021 року компанія посіла п'яте місце серед українських стартапів за обсягом залучення інвестицій, а Софія Швець потрапила до переліку 30 визначних молодих українців, який склало видання Forbes.
У вересні 2022 року компанія розпочала партнерський проєкт із Google Cloud та NVIDIA.